# Liechtenstein na Mistrzostwach Europy w Lekkoatletyce 2010
Liechtenstein na Mistrzostwach Europy w Lekkoatletyce 2010 – reprezentacja Liechtensteinu podczas zawodów liczyła 1 zawodnika.

## Występy reprezentantów Liechtensteinu
- Maraton mężczyzn
  - Marcel Tschopp – 39. miejsce z czasem 2:37:14